# Jeżów
Jeżów ist eine polnische Stadt und Sitz der gleichnamigen Stadt-und-Land-Gemeinde im Powiat Brzeziński der Woiwodschaft Łódź. Zum 1. Januar 2023 erhielt Jeżów seine 1870 entzogenen Stadtrechte zurück.

## Gemeinde
Zur Stadt-und-Land-Gemeinde Jeżów gehören 21 Ortschaften mit einem Schulzenamt:
Góra
Jasienin Mały
Jasienin Duży
Jankowice
Jankowice-Kolonia
Jeżów
Kosiska
Lubiska
Lubiska-Kolonia
Mikulin
Mościska
Olszewo
Popień-Parcela
Przybyszyce
Rewica
Rewica-Kolonia
Rewica Szlachecka
Strzelna
Taurów
Wola Łokotowa
Zamłynie
Weitere Ortschaften der Gemeinde sind Brynica, Brzozowica, Dąbrowa, Frydrychów, Leszczyny-Kolonia, Marianówek, Mikulin-Parcela, Popień, Rewica Królewska, Stare Leszczyny und Władysławowo.

## Verkehr
Der Bahnhof Jeżów liegt an der Museumsschmalspurbahn Rogów–Biała Rawska.